# Estat de Benue
L'Estat de Benue és un dels trenta-sis estats que constitueixen la República Federal de Nigèria, situat al centre del país, amb una població de 4.253.641 habitants el 2006 (uns 2,8 milions el 1991). La seva capital és Makurdi. Benue és una rica regió agrícola; els cultius més importants que creixen aquí són: papa, mandioca i frèjol de soja.

## Característiques generals
L'Estat de Benue és nomenat així pel riu Benue i es va formar a partir de l'antic ex-estat Benue-Plateau el 1976, afegint el territori del grup ètnic Igala, que havia estat part de l'estat de Kwara. El 1991, algunes àrees de Benue, juntament amb àrees de Kwara, es van segregar per passar al nou estat de Kogi. El seu territori ocupa una superfície de 33.955 km², per la qual cosa la seva extensió pot comparar-se amb la de Bèlgica.

## Pobles i llengües
L'estat està habitat per diversos grups ètnics: Tiv, Idoma, Igede, Etulo, Abakpa, Jukun, Hausa, Akweya i Nyifon. Els tivs són els dominants seguits dels idomes i els igedes. Cada ètnia parla la seva llengua pròpia.

## Governants tradicionals
L'estat reconeix als governants tradicionals com a custodis de la cultura i agents de desenvolupament. L'administració tradicional està formada per tres nivells: Local government area traditional councils; Area traditional councils; i State council of chiefs. Les Local government area traditional council tenen al front caps de districte dirigits per un president que és cap de segona classe; les Area traditional councils són dues (Tiv Traditional council i Idoma Traditional Council) amb tots els governants tradicionals de les respectives zones (14 LGA el Tor Tiv en qualitat de president, i 9 LGA els idoma sota la presidència del Och'Idoma). El State council of Chiefs té com a president al Tor Tiv (rei tiv), Orchivirigh Alfred Akawe Torkula i com a membres a tots els caps de segona classe encapçalats per Och’Idoma Agabaidu Elias Ikoyi Obekpa.

## Àrees de govern local
Les 23 àrees de govern local (LGA) de l'Estat de Benue són:
| - Agatu - Apa - Ado - Buruko - Gboko - Guma - Gwer-Est - Gwer-Oest - Katsina-Ala - Konshisha - Kwande - Logo | - Makurdi - Obi - Ogbadibo - Ohimini - Oju - Okpokwu - Oturkpo - Tarka - Ukum - Ushongo - Vandeikya |

## Història
L'estat de Benue fou creat per la junta militar del general Murtala Muhammed el 3 de febrer de 1976, quan es va passar de 12 estats a 19. A la seva creació l'estat tenia 3 LGA a territori tiv (Gboko, Katsina-Ala, and Makurdi), una a territori idoma (Otukpo) i tres en territori igala ((Ankpa, Idah i Dekina) que foren incorporades procedents de l'estat de Kwara. El 27 d'agost de 1991 quan es van crear nous estats, les tres àrees dels igales van passar al nou estat de Kogi. Avui dia de les 23 LGA, catorze són de llengua tiv i nou de llengua idoma i igede.